# Voievod

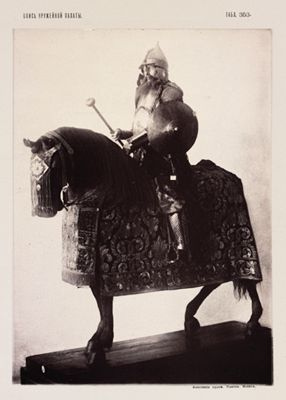
Armura unui voievod rus; Moscova, secolul al XVII-lea

Voievod (termen de origine slavă) este unul din titlurile sub care sunt cunoscute căpeteniile militare slave, ulterior fiind preluat și de vlahii nord-dunăreni. Semnificația acestui termen a variat în funcție de perioada de raportare, cât și de spațiul geografic. 

## Originea numelui
Alte denumiri sunt: Wojwode/Vojvode, Wojwoda/Vojvoda, Woiwod, Воевода/Wojewoda și Войвода/Wojwoda, derivate din cuvintele slave „Войвода”/„Wojwoda”.

## Istoric
Termenul „voievod” se referea, în general, la un guvernator și era folosit în special pentru un rang nobiliar slav, sub un prinț (cneaz) sau pentru un comandant militar. La Granița Militară cu Imperiul Otoman, voievodul era comandantul unei divizii de 50 de bărbați de militari recrutați din populația de frontieră. O astfel de unitate era numită „voievodat”.
Titlul „voievod” era folosit în: Pomerania, Rügen, Polonia, Bosnia, Serbia, Croația, Bulgaria, Macedonia, Rusia, Belarus, Ucraina, de asemenea principatele Moldova și Țara Românească și în Ungaria (Vajda) și Austria. În Principatele Dunărene Moldova și Țara Românească, a fost titlul oficial al hospodarului și, mai târziu, al domnitorului. În Bulgaria și Macedonia au fost numiți, de asemenea, conducătorii cetnici ca voievod. În Austro-Ungaria, împăratul Austriei purta titlul de Mare Voievod al Voievodatului Serbiei.
În Țaratul Rusiei, Voevoda (воевода) a fost un titlu militar până la reformele lui Petru cel Mare. Fiecare stat avea unul sau mai mulți voievozi care conduceau garnizoana lor militară. În plus, au existat "voievozi de uscat" (полевые воеводы), care au condus diferite părți ale armatei.

### În Moldova, Țara Românească și Transilvania
Astfel, titlul de voievod (sau de vodă) avea, în accepțiunea cancelariilor din Țara Moldovei și Țara Românească, sensul de conducător al armatei, spre deosebire de titlul de domn, care se referea la conducătorul administrativ (preluat după terminologia bizantină). 
Odată cu cedarea puterii politice și militare Imperiului Otoman, titulatura de voievod se contopește cu cea de domn, pentru ca, din secolul următor să devină un rang nobiliar înalt, echivalent cu cel de pașă, în cadrul structurii organizatorice a Imperiului Otoman.
În Transilvania, titlul de voievod este perceput ca un titlu nobiliar echivalent cu cel de principe sau de mare duce, formă care a fost preluată de către cultura occidentală. Termenul se păstrează până la absorbția Transilvaniei în Arhiducatul Austriei în 1691. Ultimul voievod al Transilvaniei a fost Francisc Rákóczi al II-lea, purtând însă numai titlul nominal până în 1711.
Titulatura de voievod este cel mai bine păstrată însă în forma ei incipientă la nobilimea românească a Ardealului, cu precădere din Țara Hațegului și Maramureș, unde titulatura de voievod, alături de cea de cneaz/ chinez, rămâne aceea de nobil, dar și de conducător al unor armate sau miliții locale. 
Între 1930 și 1940, titlul de „Mare Voevod de Alba Iulia” desemna moștenitorul la tronul regal românesc.

### În Imperiul Otoman

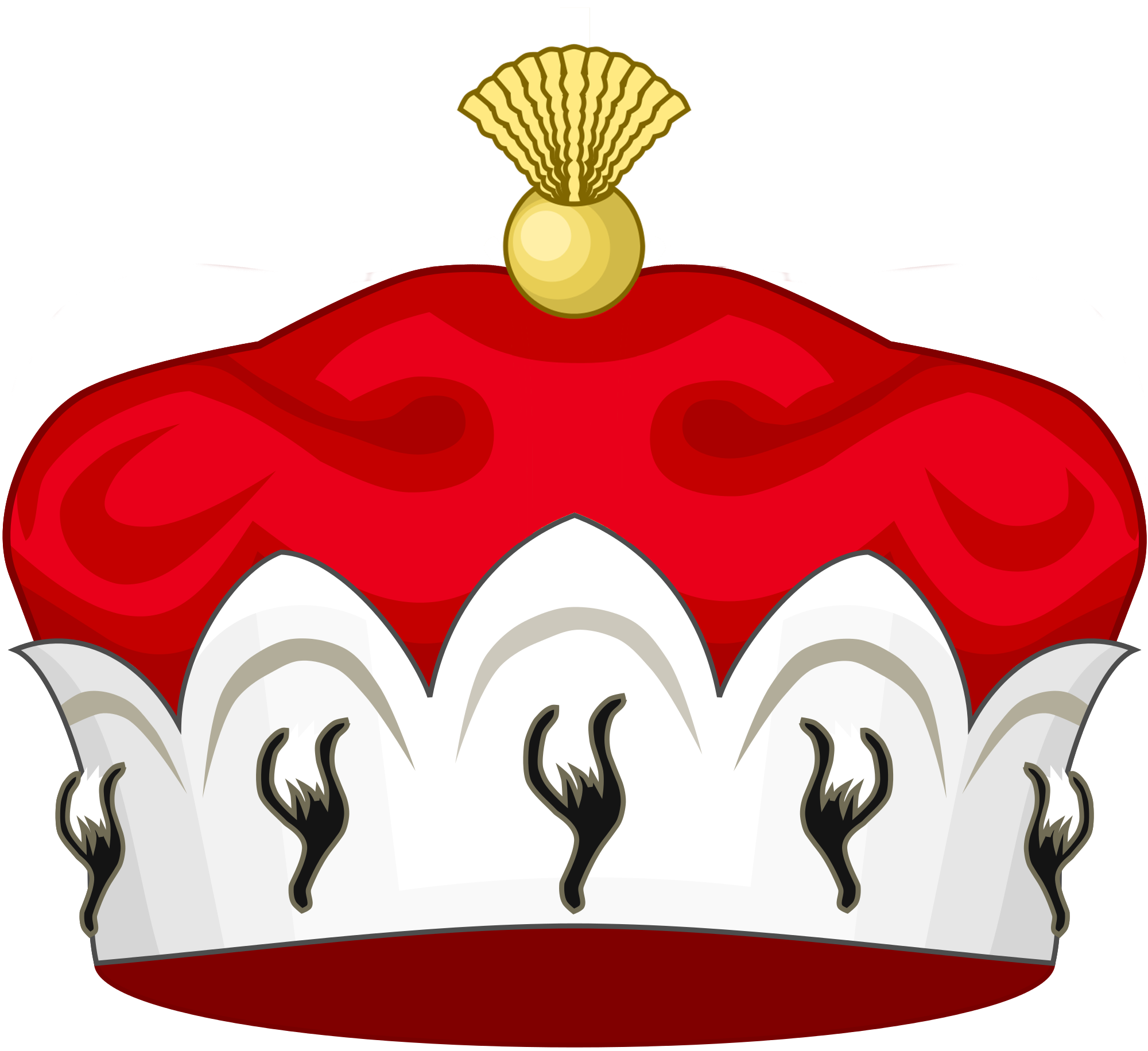
Pălărie voievodală

Titlul de voievod a fost utilizat de asemenea și în cadrul Imperiului Otoman. Un astfel de exemplu a fost titlul de voievod al Atenei, fiind guvernatorul otoman al Atenei otomane.

## Utilizarea de astăzi în Republica Polonă
În Polonia titlul de voievod (poloneză: wojewoda) a fost folosit din Evul Mediu târziu pentru a se referi la șeful administrației unui voievodat, adică cel mai înalt district administrativ. Voievodul este reprezentantul guvernului central în voievodat și este numit de premierul polonez.